# Avui
Avui (en español: Hoy) fue un diario español en lengua catalana, editado en Barcelona entre abril de 1976 a julio de 2011. Desapareció el 30 de julio de 2011, pasando a fusionarse su cabecera con la del diario comarcal El Punt, perteneciente a la empresa que había absorbido Avui en 2009; de esta unión nació el actual diario El Punt Avui.

## Historia
Fue fundado en 1976, siendo el primer diario editado en lengua catalana desde el final de la Guerra civil. En aquel momento, miles de catalanes colaboraron con el nuevo diario suscribiéndose a él. Su primer número salió a la calle coincidiendo con el día de San Jorge, el 23 de abril de 1976, en medio de una gran expectación.
El proyecto editorial de Avui estuvo amenazado en varias ocasiones por su falta de viabilidad económica. Así pues, administraciones públicas como la Generalidad invirtieron cuantiosos recursos (suscripciones, subvenciones, etc.) a lo largo de los años para sostener el diario. Jordi Pujol, presidente de la Generalidad, terminó controlando Avui, posición que habría logrado a través de su propio partido —Convergencia— y también mediante subvenciones públicas. No obstante, a pesar del uso de numerosos «fondos de reptiles» y subvenciones, el diario siempre acumuló una deuda de miles de millones de pesetas.
En la última de las crisis de Avui, ocurrida en 2004, la empresa editora Premsa Catalana, se vio obligada a presentar un expediente de quiebra. La Generalidad, principal acreedora de la compañía, crea la Corporació Catalana de Comunicació en sustitución de la editora Premsa Catalana, haciéndose cargo del 20% de las acciones del diario e incorporando a su estructura accionarial a dos de los principales grupos de comunicación de Barcelona, el Grupo Planeta y el Grupo Godó (editor de La Vanguardia y El Mundo Deportivo) como accionistas de referencia, con el 40% de la propiedad cada uno. Planeta, sin embargo, vendería en 2009 su participación en Avui.
El 27 de noviembre de 2009, el grupo Hermes Comunicacions, empresa editora del diario El Punt, adquirió el 100% de las acciones de Avui. Finalmente, el 31 de julio de 2011, las dos cabeceras del grupo, Avui y El Punt, se fusionan formando el nuevo diario El Punt Avui.

## Tirada
Entre julio de 2004 y junio de 2005, según los datos de OJD, el diario Avui tuvo una tirada de algo más de 40.000 ejemplares y un promedio de difusión de más de 26.000, aunque las sucesivas oleadas muestran un descenso de su difusión desde 1994. En el ranking de la prensa de Cataluña, Avui se situó por detrás de los dos grandes periódicos regionales, La Vanguardia y El Periódico de Catalunya, el diario de tirada nacional El País y el comarcal en catalán El Punt con el que fue fusionado.
El 1 de abril de 1995, se convirtió en el primer diario electrónico español, con página en internet.

## Periodistas
- Ada Castells Ferrer
- Josep Playà Montaner